# آية سعيد صابر
آية صابر (من مواليد 20 مارس 1991)، والمعروفة أيضًا باسم "شكلسة"، هي لاعبة فنون قتالية مختلطة، وهي أول امرأة من مصر تتنافس بشكل احترافي في هذه الرياضة.

## سيرة شخصية
ولدت آية في 20 مارس 1991. بدأ اهتمامها بالفنون القتالية عندما كانت طفلة عندما حصلت على الحزام البني في الكاراتيه عام 2000. ومن هناك انضمت إلى فريق الكونغ فو الوطني المصري، وفازت معه في المنافسات. ثم التقت بمحمد عبد الحميد، المدرب الذي قدم الفنون القتالية المختلطة إلى مصر وأنشأ الفريق الأفضل وهي فرقة فنون القتال المختلطة المصرية. آية هي المرأة الوحيدة في الفريق وهي أيضًا أول امرأة من مصر تتنافس في هذه الرياضة. تقوم بتدريب جيل جديد من النساء ليصبحن فنانات قتالية مختلطة. تنوي في النهاية إنشاء أول فريق فنون القتال المختلطة نسائي في مصر. وهي تدرك أنه في مصر، حيث تعرضت أكثر من 99٪ من النساء في عام 2013 للتحرش الجنسي، من المهم بالنسبة للنساء تطوير المهارات اللازمة للدفاع عن أنفسهن جسديًا من الرجال.

## مهنة الفنون القتالية المختلطة

### بطولة القتال المصرية
ظهرت آية لأول مرة في فنون القتال المختلطة في 7 أكتوبر 2012 في بطولة القتال المصرية (EFC)، بفوزها على فاطمة منصور. بعد ظهورها في مباراتين في دوري السوبر، عادت إلى بطولة القتال المصرية، وخسرت أمام يسرا أحمد في 3 مايو 2013. وفي مارس 2014، تغلبت على آية رشدان في بطولة القتال المصرية.

### دوري القتال السوبر
في عام 2012 قاتلت بعد ذلك كولين شنايدر في دوري القتال السوبر 6، والتي فازت بها شنايدر بعد إيقاف آية من ضربات المرفق في الجولة الأولى. كانت مباراة آية التالية ضد ريتيكا سينغ في دوري القتال السوبر 11، والتي فازت بها سينغ.
في عام 2015، عادت إلى البطولة الواحدة وخسرت أمام أنجيلا لي في الجولة الأولى. كانت هذه المباراة هي أول مباراة احترافية لـ أنجيلا لي.

### بطولة التطور
في 27 مارس 2015، فازت آية على فتحية مصطفى في بطولة التطور بالضربة القاضية الفنية.

### قتال كونلون
كانت معركة آية الأخيرة في عام 2015 ضد جين تانغ في دوري قتال كونلون، حيث تغلبت عليها تانغ في الجولة الأولى.

### مجد الأبطال
في عام 2018، قاتلت آية في عرض مجد الأبطال الترويجي، حيث هُزمت على يد منغ بو.

## سجل فنون القتال المختلطة
| السجل المهني |       |         |
| 11 نزال      | 3 فوز | 8 خسارة |
| ضربة قاضية   | 1     | 3       |
| إخضاع        | 1     | 4       |
| قرار القضاة  | 1     | 1       |

| النتيجة | السجل | الخصم        | الطريقة                         | الحدث                          | التاريخ        | الجولة | الوقت   | المكان              | الملاحظات |
| ------- | ----- | ------------ | ------------------------------- | ------------------------------ | -------------- | ------ | ------- | ------------------- | --------- |
| خسارة   | 3-8   | منغ بو       | تقديم (شريط الذراع)             | مجد الأبطال 35                 | 21 أكتوبر 2018 | 1      | لا يوجد | سيتشوان، الصين      |           |
| خسارة   | 3-7   | جين تانغ     | تقديم (شريط الذراع)             | معركة كونلون 34                | 21 نوفمبر 2015 | 1      | 1:58    | شنتشن، الصين        |           |
| خسارة   | 3-6   | أنجيلا لي    | تقديم (شريط الذراع)             | بطولة ون 2015                  | 22 مايو 2015   | 1      | 1:43    | كالانج، سنغافورة    |           |
| فوز     | 3-5   | فتحية مصطفى  | الضربة القاضية (اللكمات)        | بطولة التطور: الحرب ضد الإرهاب | 27 مارس 2015   | 1      | 3:00    | القاهرة، مصر        |           |
| خسارة   | 2-5   | آن عثمان     | الضربة القاضية                  | بطولة ون 2014                  | 17 أكتوبر 2014 | 1      | 3:15    | كوالالمبور، ماليزيا |           |
| خسارة   | 2-4   | آنا جوليتون  | الضربة القاضية (اللكمات)        | بطولة ون 2014                  | 2 مايو 2014    | 3      | 04:01   | باساي، الفلبين      |           |
| فوز     | 2-3   | آية رشدان    | الخضوع (الاختناق العاري الخلفي) | البطولة المصرية للقتال 14      | 29 مارس 2014   | 1      | 3:10    | القاهرة، مصر        |           |
| خسارة   | 1-3   | يسرا أحمد    | التقديم (خنق المقصلة)           | البطولة المصرية للقتال 10      | 3 مايو 2013    | 2      | 2:49    | القاهرة، مصر        |           |
| خسارة   | 1-2   | ريتيكا سينغ  | القرار (بالإجماع)               | دوري القتال السوبر 2012        | 30 نوفمبر 2012 | 3      | 5:00    | مومباي، الهند       |           |
| خسارة   | 1-1   | كولين شنايدر | الضربة القاضية (المرفقين)       | دوري القتال السوبر 2012        | 26 أكتوبر 2012 | 1      | 3:55    | مومباي، الهند       |           |
| فوز     | 1–0   | فاطمة منصور  | القرار (بالإجماع)               | البطولة المصرية للقتال 8       | 07 أكتوبر 2012 | 3      | 5:00    | القاهرة، مصر        |           |